# Озерский, Евгений Иванович
Евгений Иванович Озерский (1908, Таврическая губерния — 24 октября 1987, Ташкент) — советский хозяйственный, государственный и политический деятель.

## Биография
Родился в 1908 году в крестьянской семье. Член КПСС с 1946 года.
С 1927 года — на хозяйственной, общественной и политической работе. В 1927—1978 гг. — электромонтер в Севастополе, инженер и руководитель создания объектов водного хозяйства в Самаркандской области, директор института «Средазгипроводхлопок», заместитель министра мелиорации и водного хозяйства Узбекской ССР, заместитель заведующего отделом сельского хозяйства ЦК КП Узбекистана, главный инженер «Главголодностепстрой», первый заместитель «Главсредазирсвохозстрой».
Лауреат Ленинской премии в области науки и техники в 1972 году на посту заместителя начальника ГСАУ по ирригации и строительству совхозов — «за разработку и внедрение прогрессивных методов по орошению и первичному комплексному освоению целинных земель Голодной степи».
Избирался депутатом Верховного Совета Узбекской ССР трёх созывов.
Умер в Ташкенте в 1987 году.